# Funicular de Montjuïc

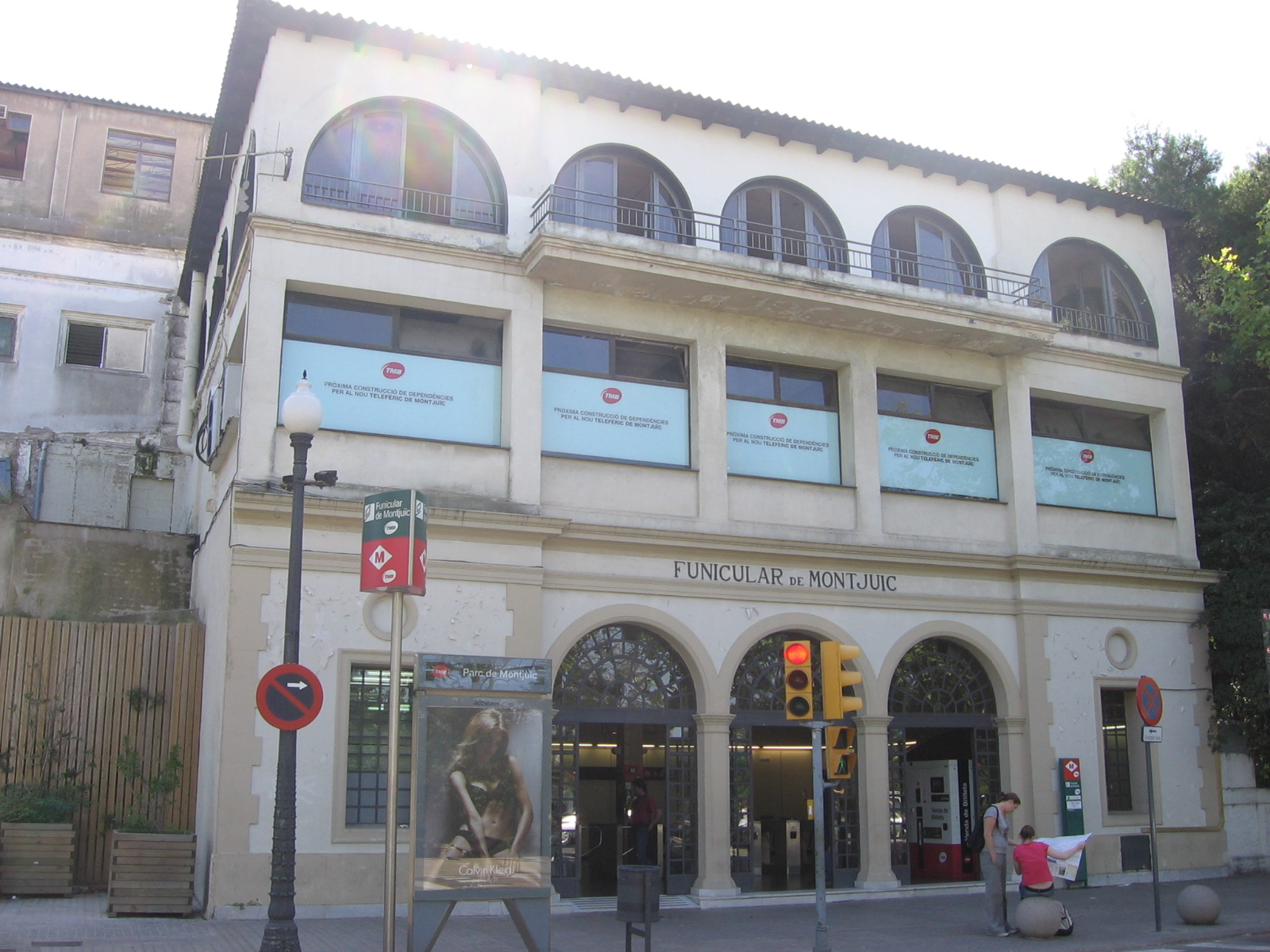
Exterior da estação

O Funicular de Montjuïc é um funicular da cidade de Barcelona, inaugurado a 24 de outubro de 1928, para a  Exposição Internacional de Barcelona de 1929 que se realizou no ano seguinte. O funicular foi obra do engenheiro Emilio Echevarría e as estações do arquitecto Ramon Reventós i Farrarons. A obra construiu-se em 14 meses.
Em 1992 recebeu uma renovação e voltou a abrir em 24 de Junho de 1992, para os Jogos Olímpicos de Verão de 1992.
A estação mais próxima à cidade está situada a uma altitude de 4 metros acima do nível do mar, e a estação situada mais perto da montanha a uma altitude de 80 metros.

## Características técnicas
- O percurso completo dura 2 minutos.
- A distância é de 758 metros.
- A velocidade máxima é de 10 metros por segundo.
- A capacidade máxima por carruagem é de 400 passageiros.
- A capacidade de transporte por hora em cada sentido é de 8.000 passageiros.
- A inclinação máxima é de 18%, sendo a media do 10,1%.
- A maior parte do funicular é coberta exceto os últimos metros.

## Galeria de imagens

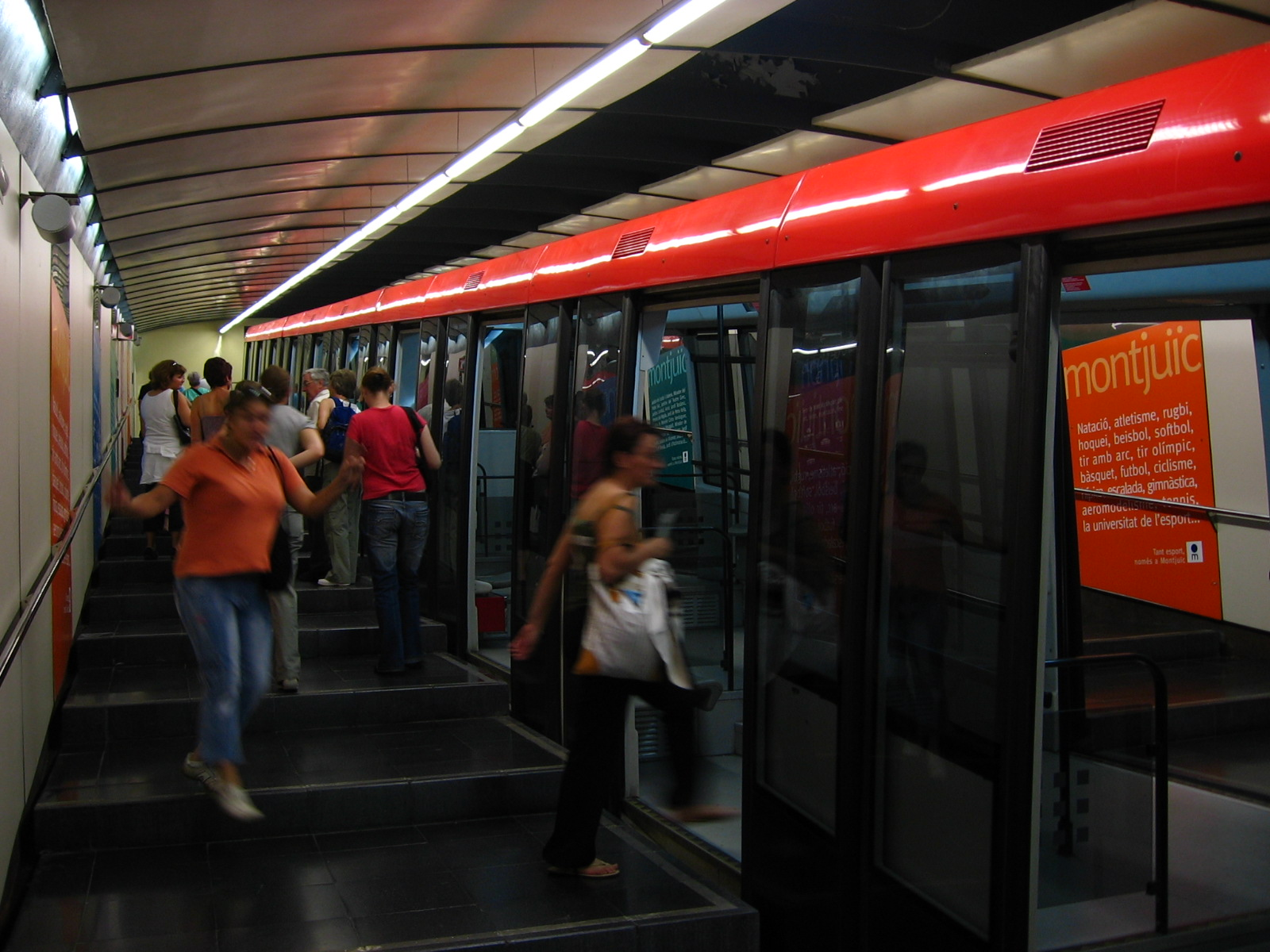
Estação Parc de Montjuïc